# Carlo Emmanuele Pio di Savoia

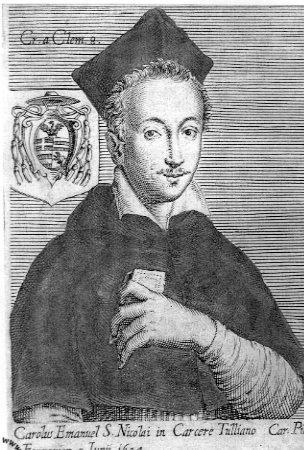
Kardinal Carlo Emmanuele Pio di Savoia

Carlo Emmanuele Pio di Savoia (* 5. Januar 1585 in Ferrara; † 1. Juni 1641 in Rom) war ein Kardinal der römisch-katholischen Kirche.

## Leben

Kardinalswappen (modernes Schema)

Pio di Savoia war sogenannter politischer Kardinal. Seine Erhebung zum Kardinal erfolgte am 9. Juni 1604 durch Papst Clemens VIII., um das Herzogtum Ferrara politisch enger an sich zu binden. Ferrara war ein päpstliches Lehen. Der letzte Herzog von Ferrara, Alfonso II. d’Este, war ohne legitimen Erben gestorben. Der Papst war damit berechtigt, das Herzogtum wieder seinem Herrschaftsgebiet einzugliedern. Ferrara wurde damit zu einer Provinz im päpstlichen Territorium.

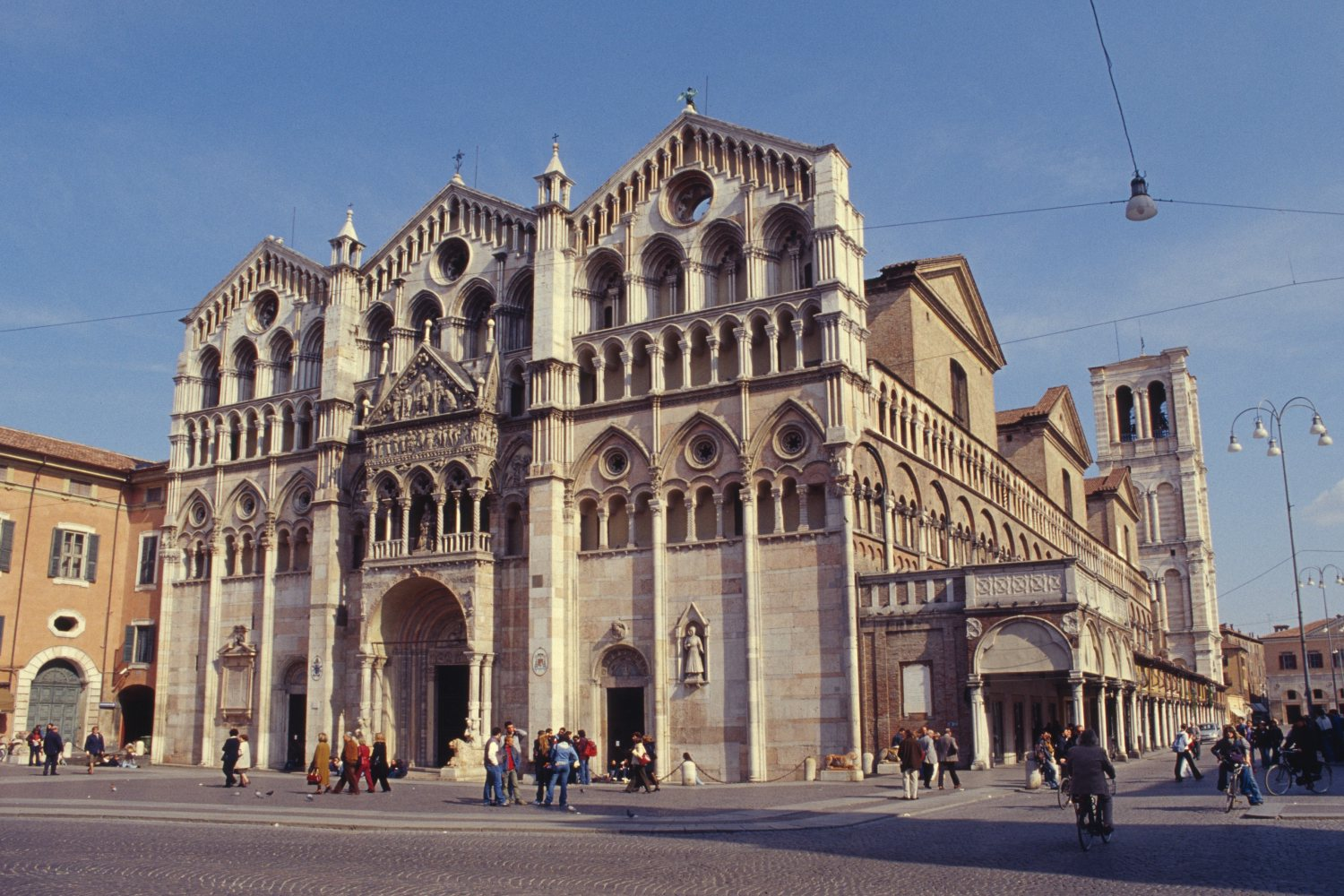
Die gotische Kathedrale von Ferrara – Die Ernennung von Pio di Savoia zum Kardinal erfolgte, um das erbenlose Herzogtum politisch enger an den Papst zu binden.

Um in Ferrara entscheidenden Einfluss ausüben zu können, mussten Clemens VIII. und sein Kardinalnepot Pietro Aldobrandini jedoch die politisch einflussreichen Schichten an sich binden. Dies erfolgte durch die Ernennung von zwei Kardinälen aus Ferrareser Familie. Neben Carlo Emanuele Pio di Savoia war dies der bereits länger im kirchlichen Dienst stehende Bonifazio Bevilacqua.
Carlo Emanuele Pio di Savoia war bei Beginn seines Kardinalats im Jahre 1604 erst 19 Jahre alt und nach kanonischem Recht zu jung für dieses Amt. Seine Familie drängte jedoch auf seine Erhebung, da Clemens VIII. verhältnismäßig alt und sein Ableben zu befürchten war. So bekam er noch im Juni 1604 als Kardinaldiakon die Titeldiakonie San Nicola in Carcere zugewiesen. Der folgende Papst Leo XI. verstarb gleichfalls nach wenigen Wochen. 1605 wurde Papst Paul V. aus der Familie der Borghese gewählt. Während seines Pontifikats war Kardinal Pio di Savoia innerhalb der Kurie weitgehend isoliert, da die Familie Borghese eng mit der Bentivoglio verbunden war und ihren Machtanspruch in Ferrara über diese ausüben konnte. 1608 zog sich der Kardinal von Rom nach Ferrara zurück.
Zu Einfluss kam Kardinal Pio di Savoia erst im Jahre 1621, als das Pontifikat von Paul V. endete und Gregor XV. ihm nachfolgte. Pio di Savoia zählte zu denjenigen Kardinälen, die die Wahl des Kandidaten der Familie Borghese verhinderten und damit den Sieg Gregors XV. im Konklave ermöglichte. Unter Gregor XV. und dessen Kardinalnepot Ludovico Ludovisi erhielt er zum Dank ein Privilegienpaket. Bereits wenige Tage nach der Papstwahl wurde di Savoia zum Legaten der Marken berufen und war damit der Verwaltungschef dieser Provinz. Er wurde auf Wunsch von Gregor XV. auch in zahlreiche Konsistorien berufen. Sein Legat verlor er zwar nach dem Ende des nur zwei Jahre währenden Pontifikats dieses Papstes. Mit Urban VIII. folgte jedoch ein Mann auf dem Papstthron, den Pio de Savoia bereits aus seiner Studienzeit in Perugia gut kannte. Auch vom neuen Pontifex wurde der Kardinal in zahlreiche Gremien berufen, die den Papst in außenpolitischen Fragen berieten. Zudem erhielt er 1623 die Titeldiakonie Santa Maria in Via Lata, wurde 1626 Kardinalpriester von Santi Giovanni e Paolo, wechselte aber noch im gleichen Jahr zur Titelkirche San Lorenzo in Lucina. 1627 nahm Papst Urban VIII. ihn in die Klasse der Kardinalbischöfe auf, worauf di Savoia am 9. Mai desselben Jahres durch Kardinal Ottavio Bandini die Bischofsweihe empfing; Mitkonsekratoren waren Erzbischof Giuseppe Acquaviva und Pietro Montorio, der vormalige Bischof von Nicastro. Die hohe Gunst, in der Pio di Savoia bei dem lange regierenden Urban stand, belegen die folgenden Zuweisungen der Suburbikarischen Bistümer Albano (1627) und Porto (1630), wobei er zugleich Kardinalsubdekan des Heiligen Kollegiums wurde. 1639 erfolgte schließlich seine Erhebung auf den Sitz von Ostia, da di Savoia zum Dekan des Kardinalskollegiums erwählt worden war.
Carlo Emmanuele Pio di Savoia nahm als Kardinal an den Papstwahlen im März/April 1605, Mai 1605, 1621 und 1623 teil. Er unterstützte Ferdinando Ughelli, als dieser die Italia Sacra schrieb.
Sein Tod wurde auf einen epileptischen Anfall zurückgeführt. Beigesetzt wurde er in Rom in der Kirche Il Gesú.